# Parma Ladies Open 2023
Il Parma Ladies Open 2023 è stato un torneo di tennis giocato su campi in terra rossa. È stata la 3ª edizione dell'evento, la prima facente parte della categoria WTA 125 nell'ambito del WTA Challenge Tour 2023. Il torneo si è giocato dal 18 al 24 settembre 2023 al Tennis Club Parma di Parma, in Italia.

## Partecipanti al singolare

### Teste di serie
| Nazione    | Giocatore                 | Ranking* | Testa di serie |
| ---------- | ------------------------- | -------- | -------------- |
| Slovacchia | Anna Karolína Schmiedlová | 58       | 1              |
| Romania    | Ana Bogdan                | 62       | 2              |
| Francia    | Clara Burel               | 66       | 3              |
| Bulgaria   | Viktorija Tomova          | 86       | 4              |
| Romania    | Jaqueline Cristian        | 98       | 5              |
| Slovenia   | Kaja Juvan                | 106      | 6              |
| Ungheria   | Anna Bondár               | 110      | 7              |
| Spagna     | Aliona Bolsova            | 112      | 8              |

* Ranking all'11 settembre 2023.

### Altre partecipanti
Le seguenti giocatrici hanno ottenuto una wild card per il tabellone principale:
- Eleonora Alvisi
- Silvia Ambrosio
- Georgia Pedone
- Jennifer Ruggeri

Le seguenti giocatrici sono passati dalle qualificazioni:
- Katarzyna Kawa
- Antonia Ružić
- Dalila Spiteri
- Eva Vedder

### Ritiri
prima del torneo
- Julia Grabher → sostituita da  Ėrika Andreeva
- Danka Kovinić → sostituita da  Carole Monnet
- Sara Sorribes Tormo → sostituita da  Nuria Brancaccio

## Partecipanti al doppio

### Teste di serie
| Nazione  | Giocatore        | Nazione   | Giocatore            | Ranking* | Testa di serie |
| -------- | ---------------- | --------- | -------------------- | -------- | -------------- |
| Ungheria | Anna Bondár      | Belgio    | Kimberley Zimmermann | 106      | 1              |
| Spagna   | Aliona Bolsova   | Venezuela | Andrea Gámiz         | 169      | 2              |
| Slovenia | Dalila Jakupović |           | Irina Chromačëva     | 182      | 3              |
| Polonia  | Katarzyna Kawa   | Francia   | Elixane Lechemia     | 183      | 4              |

* Ranking all'11 settembre 2023.

### Altre partecipanti
Le seguenti giocatrici hanno ottenuto una wild card per il tabellone principale:
- Eleonora Alvisi /  Jennifer Ruggeri

## Campioni

### Singolare
Ana Bogdan ha sconfitto in finale  Anna Karolína Schmiedlová con il punteggio di 7-5, 6-1.

### Doppio
Dalila Jakupović /  Irina Chromačëva hanno sconfitto in finale  Anna Bondár /  Kimberley Zimmermann con il punteggio di 6-2, 6-3.